# 마르쿠스 그란룬드
카리 마르쿠스 그란룬드(핀란드어: Kari Markus Granlund, 1993년 4월 16일~)는 핀란드의 아이스하키 선수로 포지션은 센터이다. 현재 스위스 내셔널 리그(NHL)의 제네브세르베트 HC 소속으로 뛰고 있다. 이전에는 내셔널 하키 리그(NHL)의 캘거리 플레임스, 밴쿠버 커넉스, 에드먼턴 오일러스, 콘티넨탈 하키 리그(KHL)의 살라바트 율라예프 우파, 내셔널 리그의 HC 루가노 소속으로 뛰었다.
국제 대회에 핀란드 대표팀의 일원으로 참가하였고, 2022년 동계 올림픽에서 핀란드 대표팀 최초의 올림픽 금메달을 획득에 기여했다.

## 개인사
형인 미카엘 그란룬드 또한 아이스하키 선수이다.